# 安吉·迪金森
安吉·迪金森（英語：Angie Dickinson，1931年9月30日—），女，美国演员，曾获金球奖剧情类剧集最佳女主角。